# Турук, Фёдор Фёдорович
Фёдор Фёдорович Турук (8 февраля 1889 — 20 июля 1960) — советский белорусский историк, общественный деятель.

## Биография
Родился 8 февраля 1889 года в деревне Болотце Новогрудского повета Минской губернии.
Получил образование в Петрограде, где в 1915 закончил историко-филологический и археологический институты.
С 1915 г. начал работать преподавателем гимназии в Минске, потом переехал в Москву. В это же время занимается наукой. В Москве активно занимался общественной и культурно-просветительной деятельностью среди уроженцев Беларуси. Был одним из инициаторов создания и провозглашения Белорусской народной громады (9.05.1917 г. на митинге в Московском университете). В мае 1917 г. возглавил Белорусскую народную громаду (БНГ), образованную в Москве белорусами-беженцами. БНГ имела довольно умеренную программу: национально-территориальная автономия Беларуси, введение самоуправления и др. В аграрном вопросе БНГ выступала за переход земли к белорусским национальным Советам.
В ноябре 1917 г. баллотировался во Всероссийское Учредительное собрание от Белорусской социалистической громады.
С марта 1918 г. стал сотрудником Белорусского национального комиссариата. Являлся одним из организаторов Белорусского Государственного Университета и Белорусского научного товарищества в Минске.
В 1919 году назначен заведующим белорусского отдела просвещения национальных меньшинств Наркомата просвещения РСФСР, созданного на базе культурно-просветительного отдела Белнацкома.
Активно участвовал в подготовке работы по организации Белорусского государственного университета. Как представитель рабочей комиссии по организации БГУ вместе с Пичетой в конце 1920 года посетил Минск. Секретарь Комиссии по организации БГУ, член Временного правления БГУ.
Принимал непосредственное участие в подборе преподавательского состава, создании первых учебных планов, предоставлении книг для БГУ. Входил в состав первого управления университета, утверждённого 8 июля 1921 года Коллегией Наркомпроса БССР.
В 1921 году стал профессором БГУ на кафедре истории Белоруссии. В 1921—1922 гг. на факультете общественных наук вёл практические занятия по критическому изучению земских и шляхетских привилегий, потом работал на педагогическом факультете.
Всё время не прерывал связей с Москвой и в 1923 году стал преподавателем Коммунистического университета национальных меньшинств Запада в Москве.
С 1923 года и до выхода на пенсию (1955) работал в ряде ВУЗов в Москве.
Умер в 1960 году. Похоронен на Ваганьковском кладбище (19 уч.).

## Научная деятельность
Много внимание уделял белорусской издательской работе. Способствовал выходу в свет первого сборника Янки Купалы на русском языке «Выбраныя вершы ў перакладах рускіх паэтаў» (1919).
Автор предисловия и составитель «Курса белорусоведения» (1920), ряда статей о деятельности БГУ и др. Широко известен как автор книги «Белорусское движение» (1921), где с объективной позиции подал уникальный историко-информационный материал, связанный с БСГ и становлением национальной государственности.

### Основные работы
- Униатский митрополит Иосиф Вильямин Рутский (1613—1637) и его значение в истории Униатской Западной русской церкви. Пг., 1916
- Белорусское движение. Очерк истории национального революционного движения белорусов, с приложением образцов нелегальной литературы, важнейших документов белорусских политических партий и национальных организаций и этнографической карты белорусского племени, составленной акад. Е. Ф. Карским. М., 1921.[7]
- Университетская летопись // Працы Белджяржуніверсітэта. 1922 № 1.